# Nama dichotomum
Nama dichotomum är en strävbladig växtart som först beskrevs av Hipólito Ruiz López och Pavon, och fick sitt nu gällande namn av Jacques Denys Denis Choisy. Nama dichotomum ingår i släktet Nama och familjen strävbladiga växter. Inga underarter finns listade i Catalogue of Life.